# Pôle territorial du Cœur Entre-deux-Mers
Le Pôle d'équilibre territorial et rural du Cœur Entre-deux-Mers ou Pôle territorial du Cœur Entre-deux-Mers est un Pôle d'équilibre territorial et rural français situé dans le département de la Gironde, en région Nouvelle-Aquitaine.
Il correspond à la partie ouest de la région naturelle de France de l'Entre-deux-Mers, la partie est étant attribuée au Pays du Haut Entre-deux-Mers. Il est plus précisément situé sur la rive droite de la Garonne au sud-est de Bordeaux et ses communes les plus à l'ouest jouxtent celles de l'est de la Bordeaux Métropole.

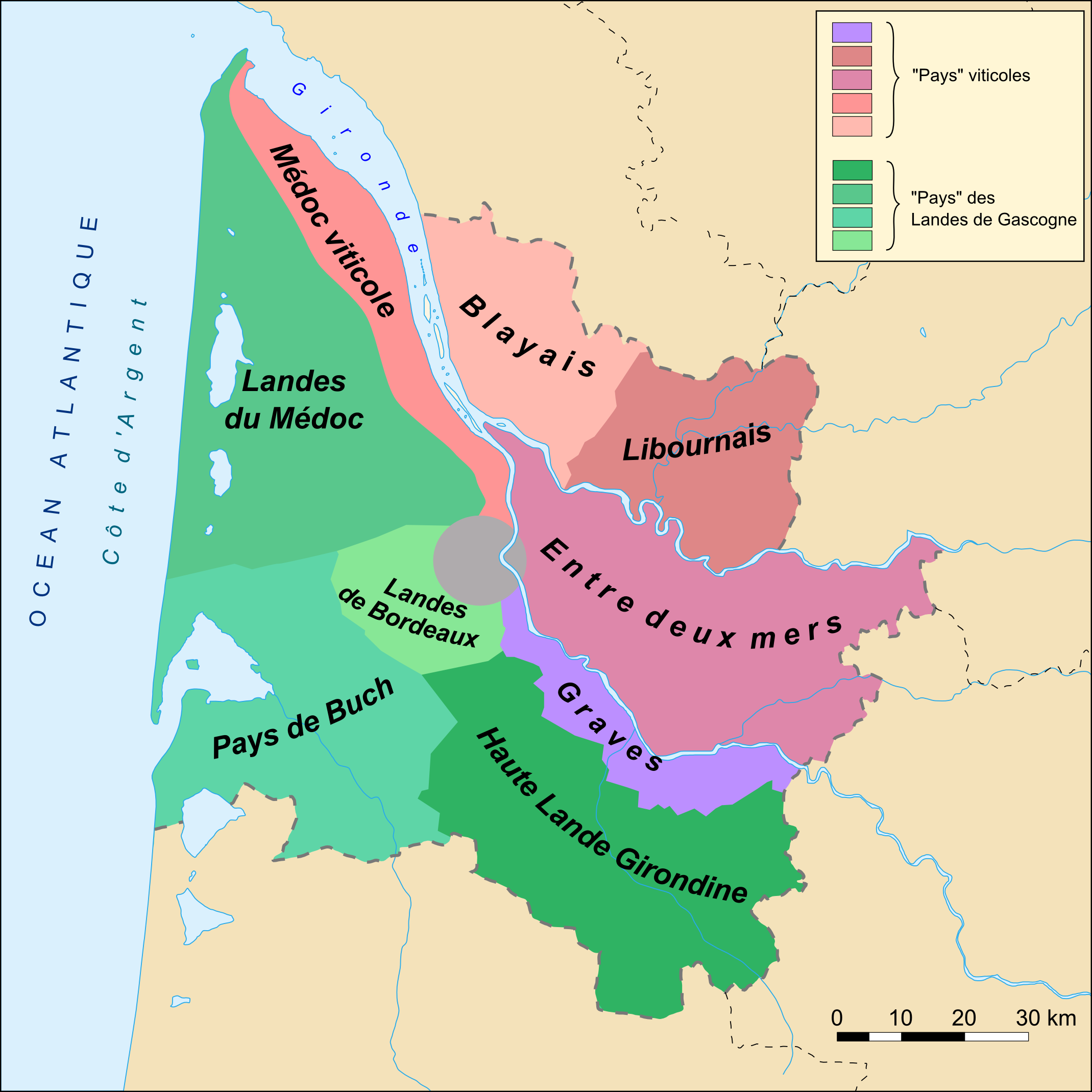
Carte de la Gironde

Logo du Pays Coeur Entre-deux-Mers (avant 2015)

## Présentation
Crée dès 2000 et 6e Pays à être constitué en Gironde selon la Loi Voynet (ou LOADDT 99), puis transformé en Pôle d'équilibre territorial et rural (PETR) à compter du 1er janvier 2015 (Loi MAPTAM). Il est géré et animé par le pôle territorial du Cœur Entre-deux-Mers.
Villes principales : 
- Saint-Loubès (8 757 habitants)
- Tresses (4 450 habitants)
- Créon (4 497 habitants)
- Latresne (3 352 habitants)
- Cadillac (2 743 habitants)
- Langoiran (2 259 habitants)
- Targon (1 990 habitants)

## Communes membres
Le pays regroupe cinq communautés de communes :
| Nom                                                    | Nombre de communes | Population en 2015 | Superficie (en km2) |
| ------------------------------------------------------ | ------------------ | ------------------ | ------------------- |
| Communauté de communes des Coteaux Bordelais           | 8                  | 18 847             | 68,02               |
| Communauté de communes du Créonnais                    | 15                 | 16 712             | 123,57              |
| Communauté de communes des Portes de l'Entre-Deux-Mers | 11                 | 20 401             | 87,6                |
| Communauté de communes Les Rives de la Laurence        | 6                  | 26 282             | 81,57               |
| Communauté des communes rurales de l'Entre-Deux-Mers   | 51                 | 16 511             | 446,18              |
| Totaux                                                 | 91                 | 98 753             | 806,94              |

## Missions
Les élus des cinq communautés de communes ont souhaité qu'en plus de son rôle d’étude et de prospective d’aménagement du territoire, le pôle territorial soit également un lieu d’action collective et de mutualisation. Le développement économique, dans le respect des principes du développement durable est désormais l’axe fort de ce territoire (accompagnement des porteurs de projets économiques publics et privés,  mobilisations de fonds européens LEADER, conseils auprès des mairies et des habitants dans leurs projets d'habitat et d'urbanisme durable, promotion du télétravail , etc.), et marque la volonté des élus de cette partie de l’Entre-deux-Mers de dynamiser son activité avec, pour ambition, de développer l’emploi local tout en préservant le cadre de vie de ses habitants, toujours de plus en plus nombreux.